# Hibiscus argutus
Hibiscus argutus är en malvaväxtart som beskrevs av John Gilbert Baker. Hibiscus argutus ingår i Hibiskussläktet som ingår i familjen malvaväxter. Inga underarter finns listade i Catalogue of Life.